# フェイクマミー
『フェイクマミー』は、2025年10月からTBS系「金曜ドラマ」枠にて放送予定のテレビドラマ。波瑠と川栄李奈のW主演。次世代を担う脚本家の発掘・育成を目的としたプロジェクト「TBS NEXT WRITERS CHALLENGE」の第1回で大賞を受賞した園村三の『フェイク・マミー』をドラマ化するファミリークライムエンターテインメント。

## キャスト

### 主要人物
花村薫（はなむら かおる）
演 - 波瑠
東京大学を卒業して大手企業に就職し順風満帆なエリート街道を歩んでいたが、突発的に会社を辞めてしまい、転職に苦戦している。
日高茉海恵（ひだか まみえ）
演 - 川栄李奈
シングルマザー。高校を中退しているが、ヤンキー時代に培った抜群のコミュ力で人望が厚く、自らが広告塔となり自社の商品を大バズりさせた社長である一方、非公表の娘・いろはをひとりで育てている。

### 周辺人物
黒木竜馬（くろき りょうま）
演 - 向井康二
茉海恵と一緒に立ち上げたベンチャー企業「RAINBOWLAB」の副社長であり、茉海恵の地元の後輩。長年にわたり彼女を支える右腕的存在で、「RAINBOWLAB」の急成長を陰で牽引する頭脳派。茉海恵の娘のいろはのことも幼いころから見守っている。
佐々木智也（ささき ともや）
演 - 中村蒼
いろはが受験する名門私立・柳和学園小学校の教師。かつては児童一人ひとりに向き合う熱血教師だったが、ある出来事をきっかけに教育への情熱が揺らぎ、現在は柳和学園の旧態依然とした学校の方針に従っている。真面目な性格だが、天然な一面もある。

## スタッフ
- 脚本 - 園村三[3]
- 演出 - 韓哲、中西真央、唯野友歩[3]
- プロデュース - ジョンウンヒ、嶋田広野、宮﨑萌加[3]
- 制作著作 - TBSテレビ[3]